# Grèves en 1920
 (octobre 2023).
 (mai 2022).
La mise en forme du texte ne suit pas les recommandations de Wikipédia : il faut le « wikifier ».
Les points d'amélioration suivants sont les cas les plus fréquents. Le détail des points à revoir est peut-être précisé sur la page de discussion.
- Les titres sont pré-formatés par le logiciel. Ils ne sont ni en capitales, ni en gras.
- Le texte ne doit pas être écrit en capitales (les noms de famille non plus), ni en gras, ni en italique, ni en « petit »…
- Le gras n'est utilisé que pour surligner le titre de l'article dans l'introduction, une seule fois.
- L'italique est rarement utilisé : mots en langue étrangère, titres d'œuvres, noms de bateaux, etc.
- Les citations ne sont pas en italique mais en corps de texte normal. Elles sont entourées par des guillemets français : « et ».
- Les listes à puces sont à éviter, des paragraphes rédigés étant largement préférés. Les tableaux sont à réserver à la présentation de données structurées (résultats, etc.).
- Les appels de note de bas de page (petits chiffres en exposant, introduits par l'outil «  Source ») sont à placer entre la fin de phrase et le point final[comme ça].
- Les liens internes (vers d'autres articles de Wikipédia) sont à choisir avec parcimonie. Créez des liens vers des articles approfondissant le sujet. Les termes génériques sans rapport avec le sujet sont à éviter, ainsi que les répétitions de liens vers un même terme.
- Les liens externes sont à placer uniquement dans une section « Liens externes », à la fin de l'article. Ces liens sont à choisir avec parcimonie suivant les règles définies. Si un lien sert de source à l'article, son insertion dans le texte est à faire par les notes de bas de page.
- La présentation des références doit suivre les conventions bibliographiques. Il est recommandé d'utiliser les modèles {{Ouvrage}}, {{Chapitre}}, {{Article}}, {{Lien web}} et/ou {{Bibliographie}}. Le mode d'édition visuel peut mettre en forme automatiquement les références.
- Insérer une infobox (cadre d'informations à droite) n'est pas obligatoire pour parachever la mise en page.

Pour une aide détaillée, merci de consulter Aide:Wikification.
Si vous pensez que ces points ont été résolus, vous pouvez retirer ce bandeau et améliorer la mise en forme d'un autre article.
Les grèves générales de 1920 en France illustrent un moment critique de l'histoire sociale et politique du pays, soulignant les tensions croissantes entre la classe ouvrière et le patronat dans un contexte de redressement économique post-Première Guerre mondiale et d'influence grandissante des idéologies socialistes et communistes. Ces mouvements, principalement concentrés au cours de cette année, témoignent d'un désir profond de changement chez les travailleurs, stimulé par des conditions de travail difficiles et une inflation persistante. 

## Contexte historique

### Le climat social
À la suite de la Première Guerre mondiale, la France se trouve dans une période de turbulence significative, tant sur le plan social que politique. L'influence de la Révolution russe de 1917 résonne particulièrement auprès des travailleurs français, suscitant un désir profond de changements radicaux. Cette aspiration est d'autant plus renforcée par la détérioration des conditions de travail et une inflation croissante, conséquences directes des répercussions économiques du conflit.
La combinaison de ces facteurs crée un climat propice à l'agitation, poussant les ouvriers à se mobiliser massivement pour revendiquer de meilleures conditions de vie et de travail, notamment à travers la campagne pour la journée de travail de huit heures. Cette période d'après-guerre marque ainsi un moment charnière, témoignant de la volonté des travailleurs de transformer en profondeur la société française en réponse aux séquelles du conflit mondial.
Certains courants de la Confédération générale du travail, particulièrement « maximalistes », encouragent des mouvements de revendications et de grèves massifs, notamment dans les compagnies de chemins de fer, les grands magasins parisiens, et certaines banques entre février et mai 1920. Cette période voit également l'émergence de réformes telles que la journée de huit heures, bien que la mobilisation de salariés habitués à la discipline du travail demeure un défi.

### Le paysage politique
Les élections législatives de 1919 constituent un tournant politique, aboutissant à l'avènement du Bloc national, une coalition de droite qui succède à l'Union nationale dirigée par Clemenceau. Dans ce contexte de remaniement politique, Paul Jourdain, figure réformiste conservatrice, conserve son poste de ministre du Travail. Sa persistance à ce poste est significative d'une tentative de maintenir le cap sur la réforme sociale malgré une tendance conservatrice dominante au gouvernement.
Paul Jourdain, député du Haut-Rhin, est un exemple de la dynamique politique française après la Première Guerre mondiale. Avec une approche influencée par des modèles sociaux allemands, il promeut l'extension des droits syndicaux, l'établissement de caisses de retraites pour les mineurs, et la mise en place d'un système d'allocations pour les victimes d'accidents du travail.
Cette initiative de Jourdain met en lumière la dualité du paysage politique de l'époque : d'un côté, une volonté de réformes sociales pour répondre aux besoins des travailleurs et, de l'autre, une résistance au changement, soulignant ainsi les défis et les tensions entre réforme et tradition dans le contexte de reconstruction post-conflit en France.

## Le mouvement de grève dans les chemins de fer
Un grand mouvement social touche les six compagnies de chemins de fer en hiver et au printemps 1920. Il démarre modestement quand les ouvriers des ateliers de réparation ferroviaire de Périgueux, en Dordogne, réclament des lavabos pour se « décrasser » après leur journée de travail. Or, devant le refus de leur direction, ils déclenchent des grèves partielles qui trouvent leur écho au sein de la Compagnie de Paris-Orléans. Un autre déclencheur se situe les 14 et 15 février 1920, le responsable de l’atelier du Compagnie de Paris-Lyon-Méditerranée de Villeneuve-Saint-Georges, Jean-Baptiste Campanaud, demandant un congé pour assister, à Dijon, à une réunion de la commission administrative de l’Union syndicale PLM. Cette autorisation lui étant refusée le 19, il passe outre et est donc est mis à pied le 19 pour 48 heures. Par solidarité, 1500 cheminots arrêtent de travailler, et le mouvement de solidarité s’étend alors aux autres compagnies ferroviaires.
Le 27 février, la Fédération syndicale lance un ordre de grève générale. Les premières révocations sont prononcées et les dirigeants syndicaux arrêtés. Le 1er mai 1920, la contestation gagne d’autres corporations, le mouvement se durcit et des manifestations violentes se déroulent à Paris. Les autorités décident de recourir à la force répressive afin de briser violemment la grève. Plusieurs militants, inculpés de complot contre la sûreté de l’État, sont arrêtés et emprisonnés. Dans les compagnies, la répression est sévère. Au moins 18 000 cheminots sont révoqués, soit près de 10 % des grévistes et 5 % du total des cheminots. 
Cependant, le patronat ferroviaire adopte en même temps une position de conciliation et de réformisme. En effet, parmi les revendications sur la durée et les conditions de travail figurent l’établissement d’une échelle de salaires et d’un statut unique pour le personnel cheminot. Or, les compagnies concèdent la mise en place de ces deux réformes en 1920, ce qui constitue une avancée sociale majeure. Une nouvelle charte réglemente les phases de la carrière d’un agent en commençant par le recrutement et en finissant par la mise à la retraite. Appliqué à partir de septembre 1920, elle comporte des conditions de rémunérations fixées et hiérarchisées (grades et emplois classés avec l’indication de chaque filière) pour l’ensemble des cheminots des six compagnies.
Cependant, l'âpreté du conflit social accélère les contradictions au sein de la Confédération générale du travail au point d'engendrer la scission de la Confédération générale du travail unitaire jusqu’au Front populaire. C’est ainsi que Pierre Semard, salarié du PLM et dirigeant des cheminots de la Drôme et de l’Ardèche, déploie une activité militante de plus en plus intense en faveur des idées du syndicalisme révolutionnaire s'inspirant de la Révolution française et de la jeune Révolution russe et qu'il commence en 1920 à jouer un rôle national. Révoqué du PLM pour fait de grève, il devient alors gérant de la coopérative des cheminots pour subvenir aux besoins de sa famille, mais ayant repris son activité syndicale, il se situe dans le camp minoritaire des révolutionnaires contre les réformistes. 

## Des banques agitées en février 1920
De plus, le secteur bancaire est touché par une grosse vague de mécontentement social après celle du printemps 1919. À la Société générale, le 31 janvier, à l’immeuble Trocadéro, qui regroupe les services financiers, les deux leaders du Syndicat des employés de banque & de Bourse, François Tournier et Raymond Maurer, appellent les employés à cesser le travail. ils s’opposent au projet de caisse des retraites en préparation et dénoncent l’attitude des représentants de la direction au Conseil du travail, « où les représentants du personnel sont traités en “petits garçons”, où les questions sont parfois éludées et où ils ne veulent pas apportée une collaboration acceptée par obligation ». Ils protestent l’octroi d’un traitement minimum annuel aux seuls salariés des agences de Paris en négligeant ceux des services centraux et font part de leurs divergences quant au projet de Caisse des retraites. Une « grève perlée » se profile, avec une succession de grèves partielles au sein des services sans déclaration préalable et sans guère de possibilité de dresser la liste des grévistes pour en retenir le traitement journalier dès lors qu’il s’agirait plutôt d’un exercice du travail au ralenti plutôt qu’une grève intermittente. La tension s’avère élevée, avec des « incidents au Trocadéro et la démission des représentants des employés au Conseil du travail ».
Le taux de grévistes est élevé dans les services de l’immeuble Trocadéro tout au long de la dizaine de jours pendant laquelle la grogne s’exprime à des taux d’intensité variables et inégaux. La direction doit reconnaître une défaite relative puisque c’est bel et bien une majorité des salariés parisiens qui choisissent de faire grève, en solidarité avec le syndicat mais peut-être aussi afin d’exprimer sa déception devant ce qu’ils considèrent comme des concessions insuffisantes, notamment en ce qui concerne les revenus en ces temps encore inflationnistes.
Le mouvement de grève partielle se déploie du 5 au 16 février. Une grève générale est même organisée pour le 14 février afin de dénoncer les mesures d’exclusion prises contre quelques dizaines de salariés militants. Une fois la reprise du travail effectuée, les salariés grévistes sont réintégrés ; néanmoins, on décide de la « non-réintégration de plusieurs agents considérés comme meneurs » : 39 salariés du Trocadéro ne sont pas réintégrés à la date du 21 février 1920. C’est que « tout sera à recommencer dans deux mois si les meneurs rentrent », comme cela aurait été le cas dans des grands magasins puisque le pessimisme et le doute sont ressentis. Comme de nombreuses entreprises de l’époque, la Générale s’initie à la lutte des classes et à la guerre sociale. Ses dirigeants ne tolèrent pas de voir les procédures de discussion et donc de conciliation contournées par un mouvement militant ; en revanche, ils acceptent bien volontiers des discussions entre partenaires de confiance. 
Or, un courant de la Chambre syndicale des employés de banque et de Bourse affirme sa volonté d’intensifier la lutte : il s’agirait de quitter la Fédération des employés et de rejoindre une nouvelle Fédération de la finance au sein de la CGT, qui regroupe les salariés de la Banque de France, des banques et aussi des perceptions du ministère des Finances. Léopold Faure, secrétaire du syndicat des employés de Banque et de Bourse et directeur du Journal syndical des employés de Banque et de Bourse et de l’Officiel de la Banque et de la Bourse. C’est l’expression ultime de la combativité des dirigeants syndicaux dans le monde de la banque en 1920. Faure est déçu par l’esprit de compromis qui s’exprime parmi les responsables du syndicat, plutôt soucieux de négocier des accords avec la Générale. Aussi, en avril 1920, il démissionne et crée, en décembre 1920, la Fédération de la Finance est constituée et en devient le secrétaire général, avant de lui faire joindre la CGTU, la confédération procommuniste.
La Société générale répond favorablement à la demande des leaders syndicaux en octroyant une somme compensatoire, « une allocation correspondante à leurs appointements et indemnités de vie chère et de charges de famille, jusqu’à concurrence de trois mois à compter du 11 février », et ce, jusqu’à ce qu’ils trouvent un nouvel emploi. Puis ils font preuve d’esprit d’ouverture, voire de « réconciliation » puisqu’un accord de « compromis » est signé le 11 décembre 1920 : « La Société générale, par mesure d’humanité, est disposée à reprendre, chez elle ou dans ses filiales à Paris, quelques-uns des agents non réintégrés qui, en raison de leur ancienneté, peuvent éprouver des difficultés particulières à se replacer autre part. »
Malgré ces tensions et ce jeu entre dureté et conciliation, la Société générale se montre à l’écoute des revendications exprimées durant le mouvement social et concède les réformes structurelles qui ont été négociées depuis plusieurs trimestres, notamment au sein du Conseil du travail. Le 27 mars, une assemblée de la Chambre syndicale des employés de banque et de Bourse approuve ces propositions : « Tout d’abord, après la reconnaissance du syndicat, l’organisation du travail est envisagée : l’heure d’entrée est fixée à 8h30, l’heure de sortie à 18 heures. Tout travail exécuté après 18 heures devra être considéré comme travail supplémentaire et rétribué au tarif minimum de 1/100e des appointements mensuels pour une heure. Le travail doit être interrompu deux heures pour le déjeuner. Le cahier [des réformes] prévoit la fermeture à 12 heures, sans aucune exception, les samedis et veilles de fêtes légales et l’octroi d’une congé annuel de quinze jours ouvrables à un an de présence et de 21 jours après dix ans ».
De nombreux foyers de revendications expliquent la floraison de mouvements sociaux en 1920, dans certains grands magasins parisiens, dans des ports, comme au Havre en février-avril 1920, où est influent le Syndicat général des ouvriers du port parmi les dockers, et les ouvriers du bâtiment y lancent une grève en mars-avril 1920 avant une grève quasi générale pour le 1er mai et durant les jours qui suivent.

## Entre révolution et réformisme en 1920
Peut-on dire que la guerre et l’immédiat après-guerre ont donné l’élan d’une politique sociale réformiste ? Au niveau national, avec la loi sur la journée de huit heures, celle sur les conventions collectives et le renforcement du syndicalisme dans le cadre de la loi de 1884, et international, avec la création de l’Organisation internationale du travail, ce fut le cas en 1919. À leur niveau, tout en insistant sur un code de valeurs privilégiant le respect de la hiérarchie, beaucoup d’entreprises ont entretenu des pratiques de « bienfaisance sociale », selon des formes de « libéralisme social », incarné par la philosophie du Musée social, ou de réformisme modéré, voire dans la ligne du « solidarisme » promu par une partie du centre-gauche, autour de Léon Bourgeois, ou des recommandations des chrétiens-sociaux, sans parler ici du welfare capitalism, esquissé avant la guerre outre-Atlantique.
Les réformes sociales, les concessions faites par de nombreuses entreprises, l’isolement du courant révolutionnaire, la révocation de nombreux grévistes et enfin le début d’une grave récession au second semestre 1920, appelée à s’aggraver en 1921, tendent à enrayer la vague de revendications sociales. L’année 1920 se termine par un échec du mouvement révolutionnaire. D’un côté, des sociétés ont choisi une politique « dure » de réaction sociale en refusant d’admettre le syndicalisme revendicatif et ont privilégié le non-dialogue, voire la création de « syndicats jaunes », comme chez Citroën. D’un autre côté, des syndicats se sont engagés sur la voie révolutionnaire. Le 3 octobre 1920, une minorité révolutionnaire crée les Comités syndicalistes révolutionnaires (CSR), dont le secrétaire est Pierre Monatte ; progresse au sein de l’appareil de nombreux syndicats ; et gagne peu à peu des fédérations entières, comme les cheminots et les métallos. En décembre 1920 a lieu la scission entre la Section française de l'Internationale ouvrière et le Parti communiste (SFIC). Cela débouche sur le schisme au sein de la CGT en juillet 1921, lors de la naissance de la CGTU (Confédération générale du travail unitaire), jusqu’au Front populaire en 1936. 